# Scipione Sersale
Scipione Sersale (* Januar 1691 in Cosenza; † 11. Juli 1751 in Lecce) war ein italienischer römisch-katholischer Geistlicher und Bischof von Lecce.

## Leben
Er wurde am 18. Januar 1691 in seiner Geburtsstadt Cosenza getauft. Die Priesterweihe empfing er am 6. Januar 1714. 
Scipione Sersale wurde am 27. Juni 1735 zum Bischof von Sora ernannt. Die Bischofsweihe spendete ihm am 3. Juli desselben Jahres in Rom der Kardinalbischof von Sabina Annibale Albani; Mitkonsekratoren waren die Kurienerzbischöfe Giovanni Battista Ariberti CO und  Giuseppe Maria Perrimezzi OM. Am 13. Februar 1744 wurde Scipione Sersale zum Bischof von Lecce ernannt.
Er starb 60-jährig im Bischofsamt und wurde im Dom von Lecce beigesetzt.